# 小山温

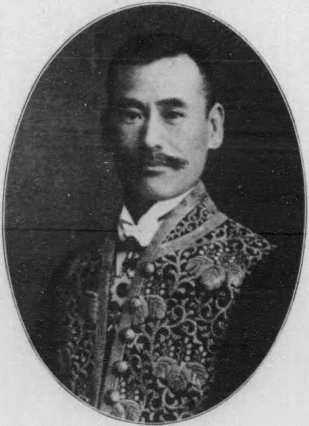
小山温

小山 温（おやま あつし、慶応元年8月28日（1865年10月17日） - 昭和19年（1944年）2月9日）は、日本の司法官僚、判事、衆議院議員。法学博士。

## 経歴
三河国碧海郡小山村（現在の愛知県刈谷市）出身。1890年、東京帝国大学法科大学法律学科卒業。東京地方裁判所判事、東京控訴院判事、東京控訴院部長、大審院判事を歴任した。1906年より法律取調委員。1907年、司法省監獄局長に就任し、1911年に司法省刑事局長に移った。1912年に司法次官に昇任し、1914年まで務めた。
次官退任後、1914年4月21日、錦鶏間祗候に任じられ、弁護士を開業した。1917年の第13回衆議院議員総選挙に愛知県郡部から立憲政友会の候補として出馬し、当選。一期務めた。

## 栄典
- 1906年（明治39年）11月20日 - 正五位[3]
- 1912年（大正元年）12月18日 - 勲三等瑞宝章[4]
- 1914年（大正3年）4月30日 – 正四位[5]
- 1940年（昭和15年）8月15日 - 紀元二千六百年祝典記念章[6]